# Horacio Basterra
Horacio Basterra (Montevideo, Uruguay, 19 de marzo de 1914 – Montevideo 19 de diciembre de 1957), que utilizaba el seudónimo de Horacio Sanguinetti, fue un letrista uruguayo dedicado al género del tango de larga trayectoria en Argentina. Escribió unos 150 títulos para ritmos de variado origen y color y entre los más destacables fueron Nada, Arlette, Moneda de cobre, Tristeza marina y Los despojos.

## Actividad profesional
Muy poco se sabe sobre la vida de Horacio Sanguinetti. Hacia 1939 Ignacio Corsini grabó la bellísima canción serrana Morocha triste, con letra de aquel y música del guitarrista Enrique Maciel. En 1940 apareció la milonga Porteña linda que compuso en colaboración con Edgardo Donato y, en 1942, Gitana rusa, uno de sus primeros éxitos, que llevaba música de Juan Sánchez Gorio. Al año siguiente se conocen una cantidad de calificados títulos de su autoría: Aquellos besos, Arlette, El barco María, El barrio del tambor, Corazón de carbón, Moneda de cobre, Palomita mía y Tristeza marina. También 1944 fue un año pródigo en obras: se estrenó su obra más difundida, el tango Nada musicalizado por José Dames, objeto de incontables grabaciones, y también Alhucema, Bohardilla, En el fondo del mar, Flor de lis, La gran aldea, El lecherito, Magnolia triste, Oriente, Rosa celeste y Trotamundos.
En 1944, una de sus obras más difundidas y notables, el tango Nada (con música de José Dames), es grabado por primera vez, a cargo de la Orquesta de Carlos Di Sarli y la voz de Alberto Podestá. Posteriormente, esta pieza sería registrada por cerca de 300 intérpretes y se consagraría como uno de los clásicos del género.
De 1945 son Discos de Gardel, Hoy te quiero mucho más, Ivón, Paloma, Mañana no estarás, Mis amores de ayer, Nieve de amor y Zapatos. En 1946 quedan registradas Café, La canción de mi tristeza, Con ella en el mar, Historia de amor, Noche de tangos y Viviane de París. En el año siguiente registró su memorable Los despojos, Amiga, Era en otro Buenos Aires y la milonga Pueblera. De 1948 son Bailarina de tango, Barro, musicalizado por Osvaldo Pugliese, Milonga para Gardel, Viejo cochero y el vals Esmeralda.

## Grabaciones
Un dato sobre la trascendencia de su labor es que no hubo en toda la década orquesta importante que no incorporara a su repertorio y grabara alguna de sus obras: lo hicieron, entre otras, las de Rodolfo Biagi, Miguel Caló, Ángel D'Agostino, Juan D'Arienzo, Alfredo De Angelis, Julio De Caro, Lucio Demare, Carlos Di Sarli, Osmar Maderna, Osvaldo Pugliese, Antonio Rodio y Aníbal Troilo; y tales fueron sus impactos, que muchas de esas obras fueron registradas en forma contemporánea por dos o más conjuntos.
Si bien el amor es el tema principal de su obra, también hay otros que fueron recurrentes, por ejemplo el del mar, que aparece en El barco María, Con ella en el mar, Novia del mar, Tristeza marina y el de París, que está en Arlette, Bohardilla, La canción de mi tristeza, Flor de lis, Ivón, Viviane de París. Por otra parte, introdujo en el tango el motivo oriental, En el Volga yo te espero, Gitana rusa, Oriente e hizo tangos con tono afro-tamborilero: Alhucema, Macumba, María Morena. En cambio, no utilizó temas camperos ni usó el lunfardo.

## Hecho policial y huida
En 1950 falleció de tuberculosis su hermana y junto al féretro discutió con el viudo, según decía Basterra, la había torturado en vida. Su versión fue que su cuñado, que era militar, amagó sacar un arma y él hizo lo propio, disparó, lo mató delante de los asistentes al velatorio y huyó del lugar buscando ayuda de amigos. Fue a la casa de Pugliese y después al cabaré Chantecler, donde Juan D’Arienzo, Cátulo Castillo y Homero Manzi escucharon su historia y decidieron ayudarlo. A una hora prudente, los 4 fueron a la residencia presidencial de Olivos y obtuvieron que los recibiese el presidente Perón al que Cátulo y Homero explicaron el caso y obtuvieron que Perón le ordenara al jefe de la Policía Federal que, por 24 horas, no se ocupara del asunto. 
Los 3 amigos reunieron el dinero que llevaban encima, se lo entregaron a Sanguinetti y lo llevaron a San Fernando de donde tomó la lancha hacia Carmelo, Uruguay, ruta que seguían -por razones muy distintas-, tantos exiliados del peronismo. Nunca más se supo de él.

## Valoración
Gaspar Astarita dice que Horacio Sanguinetti fue:

”una de las plumas que ayudaron a prestigiar la literatura del tango, especialmente en el tramo, justificadamente famoso, que ha quedado clavado en la historia del género como La Década del Cuarenta… Volcó su inspiración en la canción popular por conducto de un lenguaje siempre pulcro y cuidado, en el cual, junto a no pocos giros auténticamente poéticos, hizo prevalecer su gran destreza de letrista. Es decir que conjugó, el arte con la artesanía. Y abordó generalmente, el gran tema del tango: el del amor, que trató con romántico vuelo en muchas situaciones diferentes.”

Por su parte José Gobello escribió:

"Sus letras se beneficiaron con bellas melodías debidas a músicos de inspiración muy fina, como...José Dames, Enrique Mario Francini y Juan José Guichandut...Horacio Sanguinetti fue un estimable letrista profesional.”

Horacio Basterra falleció en Montevideo, Uruguay, el 19 de diciembre de 1957.